# Rupp Arena
El Rupp Arena es un pabellón multiusos situado en Lexington, Kentucky. Inaugurado en 1976, es la sede del equipo de baloncesto masculino de la Universidad de Kentucky desde entonces. El nombre es en honor de que fuera precisamente entrenador de este equipo y miembro del Basketball Hall of Fame Adolph Rupp. Es la segunda cancha de baloncesto universitario con mayor afluencia de público, promediando 23 572 espectadores por partido, sólo superado por la de los Syracuse Orange.

## Historia
Comenzó a construirse en 1974 y se inauguró el 28 de noviembre de 1976, y sirvió como homenaje al que fuera durante 41 años entrenador del equipo de baloncesto de los Kentucky Wildcats, Adolph Rupp, que fallecería poco más de un año más tarde.

## Eventos
En 1985 fue la sede de la Final Four del Torneo de la NCAA. Además, ha albergado diferentes fases regionales a lo largo de los años. Ha albergado además otro tipo de acontecimientos deportivos, como el WWE Backlash de 2006, un evento de lucha libre profesional.
A lo largo de su historia ha albergado también innumerables conciertos de los grupos más importantes de la música actual, aunque teniendo predilección por la música country. El artista que más veces ha actuado en el recinto ha sido Conway Twitty, un total de 12 ocasiones, seguido de Hank Williams, Jr. con 10. En otros estilos musicales, Lynyrd Skynyrd y Kiss lideran la lista con 9 conciertos cada uno de los grupos.